# SK Fürstenfeld
SK Fürstenfeld – austriacki klub szachowy z Fürstenfeld.

## Historia
Klub został założony w 1959 roku, a jego prezesem został Viktor Lattmanig. Pod jego auspicjami klub stał się jednym z najsilniejszych klubów szachowych w okolicy. Po śmierci Lattmaniga w 1965 prezesami byli Ludwig Patheisky i Gerhard Michelitsch. W 1992 roku zespół awansował do Staatsligi. W pierwszym sezonie klub zajął ósme miejsce, a rok później trzecie. W sezonie 1997/1998 Fürstenfeld zajął trzecie miejsce w mistrzostwach kraju z identyczną liczbą punktów co drugi SK Hohenems. Dzięki temu klub zadebiutował w Pucharze Europy. W grupie 5 austriacki klub zajął piąte miejsce po porażce 1:5 z GŠK Mravince-Dalmacijacement oraz zwycięstwach 4,5:1,5 z Randaberg SK i 4:2 z Barbicanem Londyn. W 2004 roku klub zdobył wicemistrzostwo kraju. W Pucharze Europy SK Fürstenfeld zajął szesnastą pozycję. W 2005 roku drużyna była trzecia w Bundeslidze, a rok później nastąpił spadek z najwyższego poziomu rozgrywek. Klub wrócił do Bundesligi w 2009 roku. W latach 2011–2012 uzyskano czwarte miejsce, a w roku 2013 zespół spadł z ligi. Przed sezonem 2014/2015 klub połączył się z TSV Hartberg, występując od tamtej pory jako Spg. Fürstenfeld/Hartberg. W 2019 roku klub awansował do Bundesligi. W 2021 roku SK Fürstenfeld zajął trzecie miejsce w lidze. W 2024 roku szachiści klubu powtórzyli to osiągnięcie.

## Arcymistrzowie w historii klubu
Stan na sezon 2024/2025

- Zoltán Almási[9]
- Csaba Balogh[10]
- Ferenc Berkes[11]
- Iván Faragó[12]
- Tibor Fogarasi[13]
- Aram Hakobyan[14]
- Imre Héra[15]
- Dominik Horvath[14]
- Bence Korpa[16]
- Ádám Kozák[17]
- Igor Kurnosow[18]
- Robert Markuš[19]
- Wiktor Michalewski[18]
- Mladen Muše[20]
- Gábor Nagy[19]
- Igor-Alexandre Nataf[21]
- Peter Heine Nielsen[22]
- József Pintér[23]
- Richárd Rapport[15]
- Michael Roiz[18]
- Róbert Ruck[24]
- Raunak Sadhwani[11]
- Ihor Samunenkow[17]
- Jan Šubelj[14]
- Gergely-Andras-Gyula Szabo[18]
- Tibor Tolnai[9]